# John Ford
 For alternative betydninger, se John Ford (dramatiker). (Se også artikler, som begynder med John Ford (dramatiker))
John Ford (født 1. februar 1894, død 31. august 1973) var en amerikansk filminstruktør og berømt for westernfilm som f.eks. Diligencen (originaltitel: Stagecoach) og Forfølgeren (originaltitel The Searchers) samt filmatiseringer af klassiske amerikanske romaner fra det 20. århundrede, f.eks. Vredens druer (originaltitel The Grapes of Wrath). Han modtog fire Oscars i kategorien "Bedste instruktør".
Hans filmstil har haft stor indflydelse på andre instruktører, og f.eks. Ingmar Bergman og Orson Welles har kaldt ham den største instruktør nogensinde. Da Welles blev spurgt, hvordan han havde lært at lave film, sagde han: "Af de gamle mestre, og hermed mener jeg John Ford, John Ford og John Ford." Ford har yderligere påvirket så forskelligartede instruktører som Akira Kurosawa, Martin Scorsese, Steven Spielberg, Sam Peckinpah, Sergio Leone og Jean-Luc Godard.

## Biografi

### Fra Feeney til Ford
John Ford blev født som John Martin Feeney (selvom han senere ofte opgav sit fornavn som Sean Aloysius og sit efternavn som O'Feeny eller O'Fearna) i Cape Elizabeth i staten Maine som søn af John Augustine Feeney og Barbara (Abbey) Curran, der begge var født i Spiddal, County Galway, Irland i 1856.
John Augustine og Barbara Feeney kom til Boston og Portland med få dages mellemrum i maj og juni 1872, blev gift i 1875 og blev amerikanske statsborgere tre år senere. De fik 11 børn.
Mange af John Fords film indeholder direkte eller indirekte henvisninger til hans irske og gæliske baggrund. Hans familie kaldte ham Sean.
Han begyndte som skuespiller i 1914 og brugte "Ford" som sit scenenavn. Han giftede sig med Mary McBride Smith i 1920, og de fik to børn.

### Instruktør
Ford begyndte at instruere film i 1921 som assistent for den kvindelige stumfilmskuespiller, producer og instruktør Lois Weber. Op gennem 1920'erne var han præsident for Motion Picture Directors Association, forløberen for vore dages Directors' Guild of America.
Over en periode på 35 år optrådte John Wayne i mere end 20 af Fords film, bl.a. Dilgencen (1939), Kavaleriets gule bånd (1949, originaltitel She Wore a Yellow Ribbon), Den tavse mand (1952, originaltitel The Quiet Man), Forfølgeren (1956), Ørnevinger (1957, originaltitel The Wings of Eagles) og Manden der skød Liberty Valance (1962, originaltitel The Man Who Shot Liberty Valance).
Fords yndlingssted at optage film var Monument Valley i staten Utah. Ford beskrev det amerikanske vesten med nogle af de smukkeste og stærkeste billeder inden for film, bl.a. i Diligencen, Forfølgeren, Fort Apache og Kavaleriets gule bånd.

### Flådekarriere og efterfølgende arbejde
Under 2. verdenskrig gjorde John Ford tjeneste i flåden og lavede dokumentarfilm. Han vandt yderligere to Oscars i denne periode, en for The Battle of Midway (1942) og en anden for den roste dokumentarfilm December 7th (1943).
Ford var med på Omaha Beach på D-dagen. Som chef for en filmenhed krydsede han den Engelske Kanal og var vidne til den første landgangsbølge, og kort tid efter gik han selv i land sammen med et kamerahold, som optog slaget fra stranden med Ford som instruktør. Filmen blev redigeret i London, men kun meget lidt blev offentliggjort. Ford forklarede i 1964, at den amerikanske regering havde været bange for at vise de store amerikanske tab på lærredet.
I 1955 blev Ford valgt til at instruere den klassiske flådekomedie Mister Roberts med Henry Fonda, Jack Lemmon, William Powell og James Cagney i hovedrollerne. Ford blev imidlertid erstattet af Mervyn LeRoy under indspilningerne pga. en sprængt galdeblære.
Ford fik Ward Bond til at spille figuren John Dodge, der var baseret på Ford selv, i filmen Ørnevinger fra 1957, der også havde Fords gode venner John Wayne og Maureen O'Hara i hovedrollerne.
Ford døde af mavekræft i en alder 79.

## Priser
Ford vandt fire Oscars i kategorien "Bedste instruktør" for Forræder (1935, originaltitel The Informer), Vredens druer (1940), Grøn var min barndoms dal (1941, originaltitel How Green Was My Valley) og Den tavse mand (1952). Han blev nomineret som bedste instruktør for Diligencen (1939). Ford er den eneste instruktør, der har vundet fire Oscars som bedste instruktør.
Som producer har han være nomineret i kategorien "Bedste film" for Den tavse mand og Den lange rejse hjem (originaltitel The Long Voyage Home).
Han var den første, der modtog American Film Institute Life Achievement Award i 1973.

## Politik
Politisk var Ford tilhænger af det Demokratiske Parti, og hans yndlingspræsidenter var Abraham Lincoln, Franklin D. Roosevelt og John F. Kennedy, men mange opfattede ham som en højreorienteret republikaner pga. hans mangeårige venskab med skuespillere som John Wayne, James Stewart og Ward Bond.
Fords holdning til Joseph McCarthy og hans ideer i Hollywood illustreres af en historie, som Joseph L. Mankiewicz fortalte. En gruppe inden for Directors' Guild of America anført af Cecil B. DeMille havde forsøgt at få det gjort obligatorisk for hvert medlem at underskrive en loyalitetserklæring. De kørte en hviskekampagne mod Mankiewicz, præsidenten for forbundet, og hævdede, at han var kommunistsympatisør. På et vigtigt møde i forbundet, hvor DeMilles gruppe havde talt i fire timer, gik Ford imod DeMille og foreslog et tillidsvotum til Mankiewicz, som blev vedtaget. Ifølge Mankiewicz sagde Ford:
"Jeg hedder John Ford. Jeg laver westerns. Jeg tror ikke, at der er nogen i dette lokale, der ved mere om, hvad det amerikanske publikum kan lide end Cecil B. DeMille, og han ved så sandelig, hvordan han giver dem det. Men jeg kan ikke lide dig, C. B., og jeg kan ikke lide, hvad du har sagt i aften."

## Filmografi

### Stumfilm
Som Jack Ford:
- The Tornado (1917)
- The Scrapper (1917)
- The Soul Herder (1917)
- Cheyenne's Pal (1917)
- Straight Shooting (1917)
- The Secret Man (1917)
- A Marked Man (1917)
- Bucking Broadway (1917)
- The Phantom Riders (1918)
- Wild Women (1918)
- Banditterne fra Klippebjergene (1918)
- Thieves' Gold (1918)
- The Scarlet Drop (1918)
- Hell Bent (1918)
- A Woman's Fool (1918)
- Three Mounted Men (1918)
- Roped (1919)
- The Fighting Brothers (1919)
- A Fight for Love (1919)
- By Indian Post (1919)
- The Rustlers (1919)
- Bare Fists (1919)
- Gun Law (1919)
- The Gun Packer (1919)
- Riders of Vengeance (1919)
- The Last Outlaw (1919)
- The Outcasts of Poker Flat (1919)
- The Ace of the Saddle (1919)
- Rider of the Law (1919)
- A Gun Fightin' Gentleman (1919)
- Marked Men (1919)
- The Prince of Avenue (1920)
- The Girl in No. 29 (1920)
- Hitchin' Posts (1920)
- Just Pals (1920)
- The Big Punch (1920)
- The Freeze-Out (1921)
- The Wallop (1921)
- Desperate Trails (1921)
- Action (1921)
- Sure Fire (1921)
- Jackie (1921)

Som John Ford:
- Hoodman Blind (1923)
- The Iron Horse (1924)
- Kentucky Pride (1925)
- 3 Bad Men (1926)
- Upstream (1927)

### Talefilm
- Mother Machree (1928), delvis med lyd
- Four Sons (1928),delvis med lyd
- Riley the Cop (1928)
- Strong Boy (1929)
- The Black Watch (1929)
- Salute (1929)
- Men Without Women (1930)
- The Brat (1931)
- Arrowsmith (1931)
- Airmail (1932)
- Flesh (1932)
- Pilgrimage (1933)
- Doctor Bull (1933)
- Til sidste mand (1934)
- The World Moves On (1934)
- Judge Priest (1934)
- The Whole Town's Talking (1935)
- Forræder (1935)
- Steamboat Round the Bend (1935)
- The Prisoner of Shark Island (1936)
- Mary of Scotland (1936)
- The Plough and the Stars (1936)
- Wee Willie Winkie (1937)
- Four Men and a Prayer (1938)
- The Hurricane (1937)
- Submarine Patrol (1938)
- Diligencen (1939)
- Lincoln – folkets helt (1939)
- Flammer over Mohawk (1939, originaltitel Drums Along the Mohawk)
- Vredens druer (1940)
- Den lange rejse hjem (1940)
- Tobaksvejen (1941)
- Grøn var min barndoms dal (1941)
- Operation helvede (1945)
- My Darling Clementine (1946)
- Magten og æren (1947)
- Fort Apache (1948)
- Tre liv for ét (1948)
- Pinky (1949, uden at være nævnt)
- Kavaleriets gule bånd (1949)
- Karavanen (1950, originaltitel Wagonmaster)
- Rio Grande (1950)
- When Willie Comes Marching Home (1950)
- Den tavse mand (1952)
- What Price Glory? (1952)
- Hvor solen skinner (1953, originaltitel The Sun Shines Bright)
- Mogambo (1953)
- Den lange parade (1955, originaltitel The Long Gray Line)
- Mister Roberts (1955, erstattet af Mervyn LeRoy)
- The Bamboo Cross (1955), lavet til TV
- Forfølgeren (1956)
- Ørnevinger (1957)
- Når månen står op (1957, originaltitel The Rising of the Moon)
- Det sidste hurra (1958, originaltitel The Last Hurrah)
- Gideon fra Scotland Yard (1958, originaltitel Gideon of Scotland Yard)
- Kavaleriets helte (1959)
- Captain Buffalo (1960)
- To mand red ud (1961)
- Manden der skød Liberty Valence (1962)
- Vi vandt vesten (1962), afsnittet om borgerkrigen
- Her kommer Donovan (1963)
- Indianerne (1964)
- Syv kvinder (1966)

### Dokumentar- og kortfilm
- Napoleon's Barber (1928, kort talefilm)
- Sex Hygiene (1942, dokumentarfilm)
- We Sail at Midnight (1943, dokumentarfilm)
- December 7th (1943, dokumentarfilm)
- This is Korea! (1951, dokumentarfilm)
- Korea (1959, dokumentarfilm)
- Vietnam! Vietnam! (1971, dokumentarfilm)
- Chesty: A Tribute to a Legend (1976, dokumentarfilm)